# 山本修二 (陸上選手)
山本 修二（やまもと しゅうじ、1996年8月17日 - ）は、日本の陸上競技選手。専門は長距離種目。広島県出身。遊学館高校、東洋大学出身。旭化成陸上競技部所属。東洋大学OBでマツダに所属する山本憲二、東洋大学で選手として活躍した山本信二は実の兄。

## 経歴

### 高校時代
全国高校駅伝では2年・3年とエース区間の1区を務める。3年時には区間14位。

### 大学時代
2人の兄を追うかたちで東洋大学に進学。1年時から同学年の小笹椋と共に頭角を表し、2015年4月に10000mで29分12秒72、10月に5000mで14分10秒56の自己記録をマークする。第92回箱根駅伝では小笹とともにメンバー入りし、優勝争いのなか8区を走ったが区間9位に留まり、チームは準優勝に終わった。
2年時になるとエース格に急成長。第48回全日本大学駅伝ではアンカー区間の8区に抜擢され区間4位。第93回箱根駅伝では2区を務めたが、15km過ぎで先頭集団から脱落し区間11位。先頭で受けたタスキを8位まで下げてしまった。
3年時はチームのエースに成長。関東インカレでは5000m、ハーフマラソン共に入賞。特にハーフマラソンでは日本人トップの2位に入った。駅伝シーズンは三大駅伝全てに出場。第29回出雲駅伝では3区区間2位。第49回全日本大学駅伝では4区を務め先頭のまま後続との差を広げる走りを見せたが、ここでも区間2位となり、区間賞とはならなかった。第94回箱根駅伝では当日変更で3区に起用され、先頭でタスキを受けると2位を走る青山学院大・田村和希に一旦8秒まで詰められるもその後は差を広げてタスキリレー。大学駅伝初の区間賞を獲得し、往路優勝に貢献した。
4年時のトラックシーズンは右足の疲労骨折で離脱したものの、駅伝シーズンには復帰。第30回出雲駅伝では3区区間3位、第50回全日本大学駅伝では7区区間3位と好走したもののチームは優勝争いに加わることができなかった。第95回箱根駅伝では2区を務め、先頭でタスキを受けると中大・堀尾謙介と激しく競り合い、区間4位（日本人2位）の好走。チームの往路連覇に貢献した。

### 実業団時代
旭化成に入社後は10000m・ハーフマラソンで自己ベストを更新しているが、チームの分厚い選手層もありニューイヤー駅伝への出場は果たせていない（九州実業団毎日駅伝、都道府県対抗駅伝には出場している）まま2023年3月末を以て引退した。

## 戦績

### 主な戦績
| 年   | 大会                                         | 種目（区間）         | 順位（区間順位） | 記録          | 備考                                          |
| ---- | -------------------------------------------- | -------------------- | ---------------- | ------------- | --------------------------------------------- |
| 2009 | 呉市中学校総合体育大会                       | 1500m決勝第1組       | 組11位           | 5分30秒35     |                                               |
| 2010 | 呉市民体育大会陸上競技大会                   | 800mタイム決勝第1組  | 組4位            | 2分27秒89     |                                               |
| 2010 | 呉市春季記録会                               | 1500mタイム決勝第5組 | 組2位            | 4分49秒73     |                                               |
| 2010 | 呉市中学校総合体育大会                       | 1500mタイム決勝第2組 | 組9位            | 4分55秒97     |                                               |
| 2010 | 呉市陸上選手権                               | タイム決勝第4組      | 組10位           | 4分50秒27     |                                               |
| 2010 | 呉市中学校陸上選手権                         | 3000mタイム決勝第2組 | 組2位            | 10分39秒47    |                                               |
| 2010 | 第11回ひろしまクロスカントリー               | 3km中学生男子        | 23位             | 11分17秒      |                                               |
| 2011 | 第4回中学生記録会                            | 3000mタイム決勝第3組 | 組8位            | 9分48秒7      |                                               |
| 2011 | 呉市中学校総合体育大会                       | 1500mタイム決勝第2組 | 組3位            | 4分34秒8      |                                               |
| 2011 | 呉市中学校総合体育大会                       | 3000mタイム決勝第2組 | 組4位            | 9分59秒1      |                                               |
| 2011 | 第57回全日本中学校通信陸上競技大会広島県大会 | 3000m第2組           | 組27位           | 10分18秒92    | 決勝進出ならず                                |
| 2011 | 第38回広島県中学校陸上競技選手権大会         | 1500m予選第1組       | 6位              | 4分33秒32     | 決勝進出ならず                                |
| 2011 | 呉市中学校陸上選手権                         | 3000mタイム決勝第1組 | 組3位            | 9分57秒40     |                                               |
| 2011 | 第60回広島県中学校総合体育大会               | 3000m予選第2組       | 10位             | 9分38秒36     | 決勝進出ならず                                |
| 2011 | 第72回中国中学校駅伝競走大会                 | 6区（3.0km）         | 区間5位          | 10分25秒      | 9人抜き                                       |
| 2012 | 第54回石川県高等学校新人陸上競技大会         | 3000mSC予選第1組     | 2位              | 10分23秒85    | 決勝進出                                      |
| 2012 | 第54回石川県高等学校新人陸上競技大会         | 3000mSC決勝          | 2位              | 10分03秒86    |                                               |
| 2013 | 第66回石川県高等学校陸上競技対校選手権       | 1500m決勝            | 7位              | 4分09秒60     | 北信越大会出場ならず                          |
| 2013 | 第66回石川県高等学校陸上競技対校選手権       | 5000m決勝            | 2位              | 14分51秒17    | 北信越大会出場決定                            |
| 2013 | 第52回北信越高等学校総合体育大会             | 5000m決勝            | 11位             | 15分09秒41    | インターハイ出場ならず                        |
| 2013 | 第77回石川県男子駅伝競走選手権大会           | 1区（10.0km）        | 区間賞           | 30分56秒      | 全国高校駅伝出場決定                          |
| 2013 | 第64回全国高等学校駅伝競走大会               | 1区（10.0km）        | 区間40位         | 31分12秒      |                                               |
| 2014 | 第67回石川県高等学校陸上競技対校選手権       | 1500m決勝            | 優勝             | 3分56秒77     | 5000mとの2冠                                  |
| 2014 | 第67回石川県高等学校陸上競技対校選手権       | 5000m決勝            | 優勝             | 14分57秒35    | 1500mとの2冠                                  |
| 2014 | 第53回北信越高等学校総合体育大会             | 1500m予選第2組       | 3位              | 3分57秒48     | 決勝進出                                      |
| 2014 | 第53回北信越高等学校総合体育大会             | 1500m決勝            | 6位              | 4分01秒89     | インターハイ出場決定                          |
| 2014 | 第53回北信越高等学校総合体育大会             | 5000m決勝            | 10位             | 15分02秒23    | インターハイ出場ならず                        |
| 2014 | 第67回全国高等学校総合体育大会陸上競技大会   | 1500m予選4組         | 4位              | 3分55秒66     | 同組3位の舟津彰馬に0.09秒届かず決勝進出を逃す |
| 2014 | 第78回石川県男子駅伝競走選手権大会           | 1区（10.0km）        | 区間賞           | 30分49秒      | 全国高校駅伝出場決定                          |
| 2014 | 第51回北信越高等学校駅伝競走大会             | 1区（10.0km）        | 区間2位          | 30分43秒      |                                               |
| 2014 | 第65回全国高等学校駅伝競走大会               | 1区（10.0km）        | 区間14位         | 30分05秒      |                                               |
| 2015 | 第50回千葉国際クロスカントリー大会           | 8000m                | 23位             | 24分45秒      |                                               |
| 2015 | 関東私学五大学対校陸上競技選手権大会         | 5000m                | 9位              | 14分23秒32    |                                               |
| 2015 | 平成国際大学長距離競技会                     | 5000m                |                  | 14分10秒56    | 関東インカレA標準突破                         |
| 2015 | 法政大学競技会                               | 10000m               | 3着              | 29分12秒72    | 関東インカレA標準突破                         |
| 2015 | 平成国際大学長距離競技会                     | 10000m               |                  | 29分30秒01    |                                               |
| 2015 | 関東インカレ                                 | 10000m               | 25位             | 30分34秒93    |                                               |
| 2015 | 平成国際大学長距離競技会                     | 5000m                |                  | 14分01秒73    | 自己ベスト                                    |
| 2015 | 男鹿駅伝競走大会                             | 1区                  | 区間2位          | 28分14秒      |                                               |
| 2015 | トライアルin伊勢崎ウインター競技会           | 5000m                | 9着              | 14分26秒36    |                                               |
| 2015 | 大江戸川越ハーフマラソン                     | ハーフマラソン       | 15位             | 1時間08分05秒 | 初挑戦記録                                    |
| 2016 | 関東私学六大学対校陸上競技選手権大会         | 1500m                |                  | 3分58秒11     |                                               |
| 2016 | 平成国際大学長距離競技会                     | 5000m                |                  | 14分07秒57    |                                               |
| 2016 | 男鹿駅伝競走大会                             | 3区                  | 区間2位          | 38分37秒      |                                               |
| 2017 | 関東私大学六大学対校陸上競技選手権大会       | 5000m                | 2位              | 13分56秒49    | 自己ベスト、関東インカレA標準突破             |
| 2017 | ゴールデンゲームズinのべおか                 | 5000m                | 83位             | 14分11秒11    |                                               |
| 2017 | 関東学生陸上競技対校選手権大会               | 10000m               | 7位              | 28分50秒64    | 自己ベスト                                    |
| 2017 | 関東学生陸上競技対校選手権大会               | ハーフマラソン       | 2位              | 1時間04分33秒 |                                               |
| 2017 | 蔵王坊平クロスカントリー大会                 | 8000m                | 優勝             | 25分55秒      | 初タイトル、シニアA                           |
| 2017 | 日本学生陸上競技対校選手権大会               | 5000m                | 8位              | 14分00秒77    |                                               |
| 2017 | 十日町長距離カーニバル                       | 10000m               | 優勝             | 28分53秒25    |                                               |

### 大学駅伝戦績
| 学年               | 出雲駅伝                    | 全日本大学駅伝              | 箱根駅伝                          |
| ------------------ | --------------------------- | --------------------------- | --------------------------------- |
| 1年生 （2015年度） | 第27回 ― - ― 出走なし       | 第47回 ― - ― 出走なし       | 第92回 8区-区間9位 1時間06分32秒  |
| 2年生 （2016年度） | 第28回 ― - ― 出走なし       | 第48回 8区-区間4位 59分14秒 | 第93回 2区-区間11位 1時間09分05秒 |
| 3年生 （2017年度） | 第29回 3区-区間2位 24分29秒 | 第49回 4区-区間2位 40分11秒 | 第94回 3区-区間賞 1時間02分17秒   |
| 4年生 （2018年度） | 第30回 3区-区間3位 25分23秒 | 第50回 7区-区間3位 52分02秒 | 第95回 2区-区間4位 1時間07分37秒  |

## 自己ベスト
| 種目           | 記録          | 年             | 大会                         | 備考 |
| -------------- | ------------- | -------------- | ---------------------------- | ---- |
| 5000m          | 13分56秒49    | 2017年4月8日   | 関東私学六大学対校選手権大会 |      |
| 10000m         | 28分44秒74    | 2020年11月14日 | 日本体育大学長距離記録会     |      |
| ハーフマラソン | 1時間01分51秒 | 2020年2月9日   | 全日本実業団ハーフマラソン   |      |